# اسروئن
اُسروئِن، اُسرُهه، اُسرُاِن، اوسروئن (به فرانسوی: Osrhoene, Osrohene, Osroène, Osrohes) یا اُسروهن(لاتینی‌شدهٔ خسروی، خسروان یا خسروانه)(به یونانی: Ὁσροηνή)(به سریانی: ܡܠܟܘܬܐ ܕܒܝܬ ܥܸܣܪܐ ܥܝܢܐ، تلفظ: ملکوثا دبیت اوسرائینی) نام دولتی بود نیمه‌خودمختار در شمال میان‌رودان، در نزدیکی شانلی‌اورفه در ترکیهٔ کنونی. باشندگان اسروئه سریانی‌زبان بودند و پایتختشان شهر رها بود.
این سرزمین برای سالیان دراز میدان نبرد میان قدرت‌های منطقه از جمله ایرانیان، روم، ارمنستان و … بود. اسروئن به طور کلی با اشکانیان متحد بود.

## نام
پروکوپیوس (۵۵۴–۵۰۰ میلادی) نام یونانی اُسروئیس را گرفته‌ شده از واژهٔ ایرانی خسرو دانسته است. نام‌های مرکز این ایالت، از زمانی خیلی کهن‌تر از جمله در زمان سلوکیان (۳۱۲ تا ۶۴ قبل از میلاد) اورهائی یا به عربی الرُها در کنار کالیرهه یا کاره که در مقاطعی اسم حران هم بوده است و گهگاهی انطاکیه بود.
نام این شهر در سال ۲۴۴ میلادی توسط یونانیان که آن موقع اکثریت ساکنان آنرا تشکیل می‌دادند، به اِدِسا تغییر یافت (شهری به همین نام نیز در یونان وجود دارد)، این نام نزدیک به ۹۰۰ سال دوام آورد، در سال ۱۰۸۶ میلادی توسط سلطان ملکشاه سلجوقی از دولت روم تصرف شد اما پس از مدتی دوباره به تصرف امپراتوری روم درآمد و در سال ۱۰۹۸ میلادی پایتخت و مرکز کنت‌نشین اِدِسا شد که تا سال ۱۱۴۴ میلادی دوام آورد تا اینکه در این سال، توسط عمادالدین زنگی از امرای ارتش سلجوقی تصرف شد و دوباره به همان نام قبلی الرُها در کنار انطاکیه برگشت. بالأخره نام این شهر در سال ۱۶۶۰ میلادی توسط عثمانی‌ها به اورفه تغییر یافت و در زمان جمهوریت کلمه شانلی به معنی دارای شأن و منزلت به آن اضافه شد.

## تاریخچه
از تاریخ اسروئن پیش از دورهٔ چیرگی یونانیان خبر دقیقی نیست. همزمان با افول سلوکیان طایفه‌ای نبطی در پیرامون ۱۳۶ پیش از میلاد در حدود دولت آیندهٔ اسروئن جاگیر شده‌بودند. در ۱۲۰ میلادی اینان کنترل سوریه را به‌دست‌گرفتند. بسیاری از پادشاهان اسروئن آبگار یا مانو خوانده می‌شدند. این پادشاهی سخت متأثر از فرهنگ آرامی و در ستیز با هلنی‌گرایی بود. در سدهٔ پنجم میلادی ادسا مرکز فرهنگی-ادبی سریانی گردیده بود.
مسیحیت در پایان سدهٔ دوم میلادی در اسروئن جا باز کرد. آبگار نهم نخستین پادشاه مسیحی جهان بر اسروئن فرمان می‌راند، وی شاگرد و پشتیبان ابن دیسان بود. جز مسیحیان پیروان مانی نیز در این سرزمین فعال بودند. استقلال اسروئن تا ۲۴۴ میلادی نگاه‌ داشته‌ شد و در این زمان بخشی از امپراتوری روم گشت. شاپور یکم اگرچه پیروزی‌های درخشانی بر رومیان به دست آورد و والرین را هم در نزدیکی ادسا به بند کشید، ولی بر پایتخت اسروئن چیره نشد.
پس از جنگ میان روم و اشکانیان سرانجام اسروئن میان دو طرف تقسیم‌ گردید؛ با این همه رومیان در آینده سخت کوشیدند تا بر مناطق بازمانده نیز دست یابند. در ۶۰۸ خسرو پرویز اسروئن را ضمیمهٔ خاک ایران ساسانی نمود. در سال ۶۳۸ اعراب مسلمان بر اینجا چیره‌ شدند.